# Zwölf-Apostel-Kirche
La Zwölf-Apostel-Kirche (letteralmente “chiesa dei XII Apostoli”) è una chiesa evangelica di Berlino, sita nel quartiere di Schöneberg.
Importante esempio di architettura ecclesiastica del medio Ottocento, è posta sotto tutela monumentale (Denkmalschutz).

## Storia
Nel 1863, in seguito all’espansione edilizia del suburbio berlinese, venne fondata nell’area a sud del Tiergarten una nuova parrocchia, dedicata ai XII Apostoli, scorporandone il territorio dalla parrocchia di Schöneberg.
La costruzione dell’edificio ecclesiastico iniziò dopo alcuni anni, nel 1871, e terminò nel 1874; la consacrazione avvenne l’11 dicembre dello stesso anno. La nuova chiesa venne costruita dagli architetti Hermann Blankenstein e Julius Emmerich seguendo un vecchio progetto di Friedrich August Stüler.
Durante la seconda guerra mondiale fu lievemente danneggiata, venendo riaperta già nel 1946 alla presenza del vescovo Dibelius; nel 1959 seguì un restauro approfondito, condotto su progetto di Ludolf von Walthausen.

## Caratteristiche
Si tratta di una chiesa a pianta basilicale con la facciata posta sul lato nord e un coro poligonale sul lato sud; al centro della facciata è posto il campanile, sormontato da un tetto ottagonale a punta.
Le pareti esterne sono rivestite in laterizi e disegnate nel cosiddetto Rundbogenstil (letteralmente “stile ad archi arrotondati”), una sorta di neoromanico in voga a Berlino intorno alla metà del secolo, e già in declino all’epoca della costruzione della chiesa.
L’interno, a tre navate coperte da volte a crociera, può contenere circa 1 000 fedeli; la zona presbiteriale venne ridisegnata in occasione del restauro del 1959.